# Brett Kavanaugh
Brett Michael Kavanaugh (12 de febrer de 1965) és jutge associat del Tribunal Suprem dels Estats Units des de l'octubre de 2018. Abans de ser nomenat a la cort, va exercir com a advocat i va ser jutge de la Cort d'Apel·lacions pel Circuit del Districte de Colúmbia. Està acusat de violar a una dona quan era jove i va provocar moltes manifestacions a favor de les dones.